# Makarorysa ribauti
Makarorysa ribauti är en insektsart som först beskrevs av Lindberg 1936.  Makarorysa ribauti ingår i släktet Makarorysa och familjen sporrstritar.
Artens utbredningsområde är Spanien. Inga underarter finns listade i Catalogue of Life.